# Гагиев, Вячеслав Зелимович
Вячеслав Зелимович Гагиев (род. 10 декабря 1986) — российский самбист, бронзовый призёр чемпионата России по боевому самбо 2012 года, кандидат в мастера спорта России. Боец смешанных единоборств. 22 октября 2010 года провёл дебютный бой против россиянина Аскера Барагунова. Дебют сложился для Гагиева неудачно — он проиграл в первом раунде, попавшись на удушение треугольником. По состоянию на 2020 год Гагиев провёл 8 боёв, из которых половину выиграл (два нокаутом, один — болевым и один — сдачей соперника) и половину проиграл (два нокаутом, один — болевым и один — сдачей соперника).

## Спортивные достижения

### Боевое самбо
- Чемпионат России по боевому самбо 2012 года — ;

### Смешанные боевые искусства
| Результат | Рекорд | Соперник          | Способ                             | Турнир                                             | Дата            | Раунд | Время | Место               | Примечание |
| --------- | ------ | ----------------- | ---------------------------------- | -------------------------------------------------- | --------------- | ----- | ----- | ------------------- | ---------- |
| Победа    | 4-4    | Ясин Даджи        | Техническим нокаутом (удары)       | UMMA Alania Battle                                 | 22 декабря 2019 | 1     | 1:20  | Россия, Владикавказ |            |
| Победа    | 3-4    | Сахил Мирзаев     | Сабмишном                          | Ultimax FC 6 Ultimax Fight Night                   | 26 июля 2019    | 0     | 0:00  | Азербайджан, Баку   |            |
| Победа    | 2-4    | Хакан Доган       | Техническим нокаутом               | WJF World Jaguar Federation Series 2               | 10 марта 2019   | 1     | 3:00  | Грузия, Тбилиси     |            |
| Поражение | 1-4    | Валерий Хажироков | Техническим нокаутом (удары)       | ACB 41 Path to Triumph                             | 15 июля 2016    | 2     | 3:16  | Россия, Сочи        |            |
| Поражение | 1-3    | Аскар Аскаров     | Техническим нокаутом (удары)       | ACB 17 — Grand Prix Berkut 2015 Stage 4            | 2 мая 2015      | 3     | 3:03  | Россия, Грозный     |            |
| Победа    | 1-2    | Саид Абзатов      | Решением (единогласным)            | OMMAP — Ossetia MMA Promotion 1                    | 5 апреля 2014   | 2     | 5:00  | Россия, Владикавказ |            |
| Поражение | 0-2    | Юсуф Раисов       | Решением (раздельным)              | Absolute Championship Berkut — Grand Prix Berkut 1 | 2 марта 2014    | 3     | 5:00  | Россия, Грозный     |            |
| Поражение | 0-1    | Аскер Барагунов   | Сабмишном (удушение треугольником) | ProFC — Union Nation Cup 9                         | 22 октября 2010 | 1     | 0:37  | Россия, Нальчик     |            |